# Charles François Dumouriez
Charles François Dumouriez (n. 26 ianuarie 1739 — d. 14 martie 1823) a fost un militar francez, om politic, guvernator al orașului Cherbourg timp de 11 ani și important general al războaielor revoluției. Serviciul său militar și de agent secret al regalității franceze a început încă din timpul domniei lui Ludovic al XV-lea și a inclus Războiul de șapte ani și Războaiele revoluționare franceze. General de brigadă (Maréchal de camp) din 1788, devine guvernator al castelului de la Caen și menține în mod admirabil liniștea în zona sa în timpul Revoluției, pentru a se alătura apoi cauzei acesteia, cel puțin în aparență. După un scurt comandament în Vendée, primește comanda unei armate din zona Ardennes și înregistrează o serie de succese minore împotriva unei armate prusace superioare numeric, succese ce culminează cu o victorie nesemnificativă la Valmy, obținută cu ajutorul lui Kellermann. Cu toate acestea victoria este exploatată mediatic și transformată într-un triumf răsunător, deși Dumouriez nu a urmărit armata prusacă și astfel nu a exploatat o victorie ce servea unei cauze în care nu credea. În plus, întreține o corespondență secretă cu regele Prusiei, prevenindu-l cu privire la planurile militare franceze. Este ministru de război în 1792, înainte de a se întoarce la serviciul activ. Câștigă apoi o altă serie de victorii, ce culminează cu cea de la Jemappes, dar nu reușește să îl salveze pe Ludovic al XVI-lea de ghilotină. Încercând să invadeze Olanda, este învins la Neerwinden. În 1793 arestează reprezentanții Convenției, trimiși să îi ceară socoteală pentru actele sale, predându-i inamicului. După ce încearcă în van să își determine oamenii să mărșăluiască asupra Parisului, trece la inamic, cu tot statul său major. Va rătăci apoi, din țară în țară, stabilindu-se până la urmă în Marea Britanie, unde țese intrigi împreună cu Contele de Provence și oferă informații și sfaturi guvernului britanic, cu privire la războiul contra Franței. Va muri în Marea Britanie, în 1823. În ciuda controverselor legate de numele său, acesta este înscris pe Arcul de Triumf din Paris.
1. ↑  Charles François Dumouriez, Hrvatska enciklopedija[*]
2. 1 2  „Charles François Dumouriez”, Gemeinsame Normdatei, accesat în 28 aprilie 2014
3. 1 2  Charles François Dumouriez, Gran Enciclopèdia Catalana
4. ↑  Charles François Dumouriez, Brockhaus Enzyklopädie, accesat în 9 octombrie 2017
5. 1 2  Autoritatea BnF, accesat în 10 octombrie 2015
6. ↑  Charles François Dumouriez, SNAC, accesat în 9 octombrie 2017
7. ↑  Charles François du Perrier Dumouriez, annuaire prosopographique: la France savante, accesat în 9 octombrie 2017
8. ↑  LIBRIS, 26 martie 2018, accesat în 24 august 2018